# Amber Hearn
Amber Hearn (ur. 28 listopada 1984 w Waitakere) – nowozelandzka piłkarka grająca na pozycji napastnika, zawodniczka Lynn-Avon United i reprezentacji Nowej Zelandii, w której zadebiutowała 18 lutego 2004 w meczu przeciwko Australii. Uczestniczka XXIX Igrzysk Olimpijskich w Pekinie w 2008 (zdobywczyni bramki w meczu z Japonią).